# 李奎遠 (柔道)
李 奎遠（イ・キュウォン、1989年2月14日 - ）は、韓国の柔道家。2009年世界柔道選手権大会金メダリスト。

## 概要
2008年の嘉納治五郎杯で銀メダルを獲得し頭角を現す。2009年の世界柔道選手権では金メダルを獲得した。しかし、翌年行われた年間王者決定戦のワールドマスターズ2010の準決勝で小野卓志と対戦して小外掛を喰らって敗退した。特に小野には嘉納杯、グランドスラムモスクワに続いて3連敗を喫することになった。2011年世界選手権の3位決定戦で小野と再戦を行い、有効と技ありを奪いながらも小野の内股で逆転の一本負けを喫した。試合終了後、李は礼を拒否し畳に寝転がって主審から注意される一幕があった。この李の行為に対し、韓国のテレビ局の解説者や視聴者からは「あまりにも失礼ですね」と批判された。翌年に行われたロンドンオリンピックには宋大南との代表争いに敗れ出場することができなかった。
得意技として逆背負投を盛んに使うことで知られている

## 主な戦績
- 2007年 - アジアジュニア　3位
- 2008年 - 世界ジュニア　5位
- 2008年 - 嘉納杯　2位
- 2009年 - ワールドカップ・ブダペスト　3位
- 2009年 - ユニバーシアード　3位
- 2009年 - 世界選手権　優勝
- 2010年 - ワールドマスターズ　3位
- 2010年 - ワールドカップ・サルヴァドール　2位
- 2010年 - アジア大会　3位
- 2010年 - ワールドカップ・スウォン　3位
- 2011年 - ワールドマスターズ　5位
- 2011年 - アジア選手権　優勝
- 2011年 - 世界選手権　5位
- 2011年 - グランドスラム・東京　3位
- 2012年 - ワールドカップ・オーバーヴァルト　3位
- 2012年 - グランプリ・デュッセルドルフ　3位
- 2012年 - ワールドカップ・ウランバートル　3位(100kg級)
- 2012年 - グランドスラム・東京　優勝
- 2013年 - 東アジア大会　3位
- 2013年 - グランドスラム・東京　2位
- 2014年 - グランドスラム・パリ　優勝

(出典、JudoInside.com)。